# Musica tradizionale turca

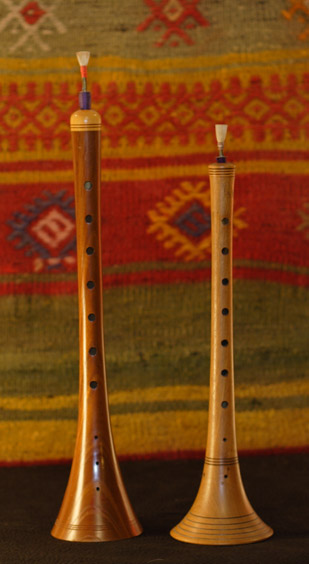
Due zurne

La Musica tradizionale turca (Türk Halk Müziği) combina i valori culturali distinti di tutte le civiltà che son vissute in Anatolia
La sua struttura unica include differenze regionali sotto unico ombrello. Fu il genere più famoso durante il periodo dell'Impero ottomano.
Dopo la fondazione della repubblica turca, Atatürk fece una classificazione su larga scala di essa e fece archiviare esempi e modelli di musica tradizionale turca  per tutta l'Anatolia. Il progetto partì nel 1924 e continuò fino al 1953 raccogliendo intorno alle 10.000 canzoni popolari.
Negli anni '60 la musica tradizionale turca debuttò nelle radio e i musicisti tradizionali Aşık Veysel, Neşet Ertaş, Bedia Akartürk divennero i più famosi nomi della musica tradizionale turca. Negli anni '70 e '80 con la crescita di popolarità di musica araba e turca occidentale perse di prestigio ma i cantanti Belkıs Akkale, İzzet Altınmeşe, Selda Bağcan e Arif Sağ m fecero comunque canzoni di successo e divennero importanti nel panorama tradizionale. 